# 阐熙郡
阐熙郡，中国南北朝时设置的郡。
北魏太和十二年（488年）置，治所在今陕西省靖边县西南。西魏时属长州。辖境相当今陕西省靖边县一带。隋朝开皇初年废。